# Formazione di Alice Cooper
Questa che segue è la lista di tutti i componenti che hanno fatto parte della band hard rock Alice Cooper, dagli esordi fino a oggi.

## Formazione

### Attuale
- Alice Cooper - voce (1969-presente)
- Nita Strauss - chitarra (2016-2022, 2023-presente)
- Ryan Roxie - chitarra (1997-presente)
- Tommy Henriksen - chitarra (2018-presente)
- Chuck Garric - basso elettrico (2003-presente)
- Glen Sobel - batteria (2010-presente)

### Ex membri principali
- Glen Buxton - chitarra (1969-1974)
- Michael Bruce - chitarra (1969-1974)
- Dennis Dunaway - basso (1969-1974)
- Neal Smith - batteria (1969-1974)
- Dick Wagner - chitarra (1974-1980)
- Whitley Gran - batteria (1974-1976)
- Bob Kulick - chitarra (1978-1979)
- Mike Pinera - chitarra (1981-1982)
- Jan Uvena - batteria (1982-1983)
- John Nitzinger - chitarra (1980-1983)
- Kane Roberts - chitarra (1986-1990)
- Kip Winger - basso (1986-1988)
- Pete Friesen - chitarra (1989-1991)
- Eric Singer - batteria (1988-1996)
- Greg Smith - basso (1993-2001)
- David Uosikkinen - batteria (1993-1995)
- Chuck Wright - basso (2001-2003)
- Damon Johnson - chitarra (2004-2006)
- Keri Kelli - chitarra (2006-2010)
- Orianthi Panagaris - chitarra (2010-2016)

## Formazioni
1965–1972
- Vincent Furnier/Alice Cooper (voce & armonica)
- Glen Buxton (chitarra)
- Michael Bruce (chitarra & tastiere)
- Dennis Dunaway (basso)
- Neal Smith (batteria)

1973–1974
- Vincent Furnier/Alice Cooper (voce & armonica)
- Glen Buxton (chitarra)
- Michael Bruce (chitarra)
- Dennis Dunaway (basso)
- Neal Smith (batteria)
- Mick Mashbir (chitarra)
- Bob Dolin (tastiere)

1974–1977
- Alice Cooper (voce)
- Dick Wagner (chitarra)
- Steve Hunter (chitarra)
- Prakash John (basso)
- Penti "Whitey" Glan (batteria)
- Josef Chirowski (tastiere)
- Tony Levin (basso)
- Allan Schwartzberg (batteria)
- Babbitt (basso)
- Jim Gordon (batteria)
- Bob Kulick (chitarra)
- Mark Stein (tastiere)
- Freddy Mandel (tastiere)

1978–1979
- Alice Cooper (voce)
- Steve Hunter (chitarra)
- Jefferson Kewley (chitarra)
- Fred Mandel (tastiera (strumento musicale)tastiere)
- Dee Murray (basso)
- Dennis Cunway (batteria)
- Steve Lukather (chitarra)
- Davey Johnstone (chitarra)
- Prakash John (basso)
- Pentti "Whitey" Glan (batteria)

1980–1983
- Alice Cooper (voce)
- Davey Johnstone (chitarra)
- Fred Mandel (chitarra, tastiere)
- Dennis Conway (batteria)
- "Cocker" John LoPresti (basso)
- Erik Scott (basso)
- Mike Pinera (chitarra)
- Danny Johnson (chitarra)
- Duane Hitchings (tastiere)
- Craig Kampf (batteria)
- Jan Uvena (batteria)
- John Nitzinger (chitarra)
- Billy Steele (chitarra)
- Dick Wagner (chitarra)
- Graham Shaw (OBX-8, Roland Jupiter)
- Richard Kolinka (batteria)
- Bob Ezrin (tastiere, batteria)

1984–1988
- Alice Cooper (voce)
- Kane Roberts (chitarra)
- Kip Winger (basso)
- Paul "Horowitz" Taylor (tastiere)
- Ken Mary (batteria)
- Devlin 7 - (chitarra)
- Johnny Dime (chitarra)
- Donnie Kisselbach (basso)
- Steve Steele (basso)

1989–1993
- Alice Cooper (voce)
- Al Pitrelli (chitarra)
- Pete Friesen (chitarra)
- Tommy Carradonna (basso)
- Jonathon Mover (batteria)
- Eric Singer (batteria)
- Derek Sherinian (tastiere)
- Stef Burns (chitarra)
- Vinnie Moore (chitarra)
- Greg Smith (basso)

1994–2002
- Alice Cooper (voce)
- Teddy Andreadis (tastiere)
- Reb Beach (chitarra)
- Stef Burns (chitarra)
- Jimmy DeGrasso (batteria)
- Eric Dover (chitarra & voce hardcore)
- Todd Jensen (basso)
- Ryan Roxie (chitarra)
- Derek Sherinian (tastiere)
- Eric Singer (batteria)
- Greg Smith (basso)
- Paul Taylor (tastiere)
- David Uosikkinen (batteria)
- Chuck Wright (basso)
- Pete Friesen (chitarra)
- Matt Sheehan (chitarra)

2003–2010
- Alice Cooper (voce)
- Eric Singer (batteria)
- Chuck Garric (basso)
- Keri Kelli (chitarra)
- Jason Hook (chitarra)
- Damon Johnson (chitarra)
- Ryan Roxie (chitarra)
- Tommy Clufetos (batteria)
- Greg Smith (batteria)

2010-2018
- Alice Cooper (voce)
- Chuck Garric (basso)
- Steve Hunter (chitarra)
- Orianthi Panagaris (chitarra)
- Tommy Henriksen (chitarra)
- Glen Sobel (batteria)
- Damon Johnson (chitarra)
- Michael Bruce (guitar)
- Dennis Dunaway (basso)
- Neal Smith (batteria)

2018-presente
- Alice Cooper (voce)
- Ryan Roxy (chitarra)
- Nita Strauss (chitarra)
- Tommy Henriksen (chitarra)
- Chuck Garric (basso)
- Glen Sobel (batteria)